# Impôt sur les revenus de capitaux mobiliers en France
Les revenus tirés des placements financiers sont en principe imposables dans la catégorie des revenus des valeurs et capitaux mobiliers. Chaque type de placement a des règles spécifiques d’imposition. Certains sont exonérés d’impôt ou soumis au prélèvement libératoire, d’autres sont pris en compte dans le revenu imposable.

## Les revenus imposables
- Les revenus des actions et  parts sociales distribués par des personnes morales soumises à l’impôt sur les sociétés (ou à un impôt équivalent) pour les sociétés ayant leur siège social dans un État de l’union européenne.
- Les produits des comptes de dépôt et des comptes à terme.
- Les intérêts des livrets bancaires fiscalisés.
- Les intérêts courus sur des plans d’épargne-logement de plus de 12 ans ou arrivés à échéance.
- Les produits des bons ou contrats de capitalisation et d’assurance-vie.
- Les produits des emprunts émis par le Trésor public : emprunts publics obligataires, obligations assimilables du Trésor (O.A.T.).
- Les revenus des bons du Trésor et assimilés.
- Les produits annuels des obligations émises par des personnes morales de droit public (départements, communes, établissements publics) ou de droit privé (sociétés, entreprises, etc.).
- Les produits des bons de caisse.
- Les revenus des créances, dépôts, cautionnements et comptes courants, à l’exception de ceux expressément exonérés par la loi.
- Les produits des titres de créances négociables : billets de trésorerie, certificats de dépôt, bons d’institutions financières spécialisées.
- Les gains résultant de la cession des titres de créances négociables et de tout titre ou droit de créance non coté (bons de caisse notamment).
- Les produits des parts de fonds communs de créances (parts ayant une durée d’émission inférieure ou égale à cinq ans) et le boni de liquidation de ces fonds.

Pour le calcul de l’impôt, le montant déclaré des revenus ci-après est multiplié par un coefficient de 1,25. Il s’agit :
- des revenus procurés par la participation à des structures établies à l’étranger et soumises à un régime fiscal privilégié ;
- des revenus distribués non déductibles du résultat de la société dont ils proviennent et qui ne bénéficient pas de l’abattement de 40% : rémunérations et avantages occultes. Fraction des rémunérations qui n’est pas admise en déduction du résultat de la société " versante " en vertu du 1° du 1 de l’article 39 du CGI. Dépenses et charges non admises en déduction du résultat de la société " versante " en vertu des dispositions du 1er alinéa et du c du 4 de l’article 39 du CGI (dépenses de chasse, de pêche, de résidences de plaisance et d’agrément, de navigation de plaisance). Revenus réputés distribués à la suite de la rectification des résultats de la société distributrice.

## Les revenus exonérés d’impôt sur le revenu
Ce sont notamment les revenus procurés par les placements suivants :
- les intérêts des sommes inscrites sur : 
  - un livret d’épargne populaire ;
  - un livret A (exonération limitée à un seul livret A par personne physique) ;
  - un compte épargne logement ;
  - un plan épargne logement : les intérêts courus sur un plan ouvert depuis moins de 12 ans ainsi que la prime d’épargne ;
  - un livret jeune ;
  - un livret de développement durable (ex CODEVI) ;
  - un livret d’épargne-entreprise ;

- les produits réalisés dans le cadre d’un plan d’épargne populaire (PEP) ;

- les produits que procurent les placements effectués dans le cadre d’un plan d’épargne en actions (PEA). Cependant, l’exonération des produits procurés par des placements effectués en titres non cotés dans un PEA ne s’applique que dans la limite annuelle de 10 % du montant de ces placements ;

- les produits suivants pour les contrats d’assurance vie et les bons ou les contrats de capitalisation : 
  - les produits des bons ou des contrats souscrits avant le 1er janvier 1983 ;
  - les produits des bons ou des contrats en unité de compte d’une durée au moins égale à 8 ans et principalement investis en actions (dits contrats DSK ou contrats NSK);
  - pour les bons ou contrats d’une durée au moins égale à 8 ans (ou 6 ans pour les contrats souscrits avant le 1er janvier 1990) souscrits avant le 26.9.1997 auprès d’une entreprise d’assurance établie en France, les produits acquis ou constatés à compter du 1.1.1998 et attachés aux versements suivants :
    - versements effectués avant le 26.9.1997 ;
    - versements effectués à compter du 26.9.1997 sur des contrats à primes périodiques lorsqu’ils correspondent aux primes initialement prévues par le contrat ;
    - versements programmés effectués entre le 26.9.1997 et le 31.12.1997, en exécution d’un engagement pris avant le 26.9.1997 ;
    - versements libres, dans la limite de 200 000 F (30 490 €) par souscripteur, effectués entre le 26.9.1997 et le 31.12.1997.

## Compléments